# São Carlos (San Paolo)
São Carlos è un comune del Brasile nello Stato di San Paolo, parte della mesoregione di Araraquara e della microregione di São Carlos.
Il motto della città è A Bandeirantibus Venio, che in latino significa "Oriundi di Bandeirantes". Un soprannome famoso della città oggi è "Sanca" e "Capitale dalla Tecnologia".
Nei quartieri popolari della città, viveva fino a poco tempo fa la comunità italiana, oggi sparsa per tutta la città, infatti, la metà degli abitanti ha almeno un antenato italiano.

## Religione
Il Cristianesimo è presente nel comune come segue:

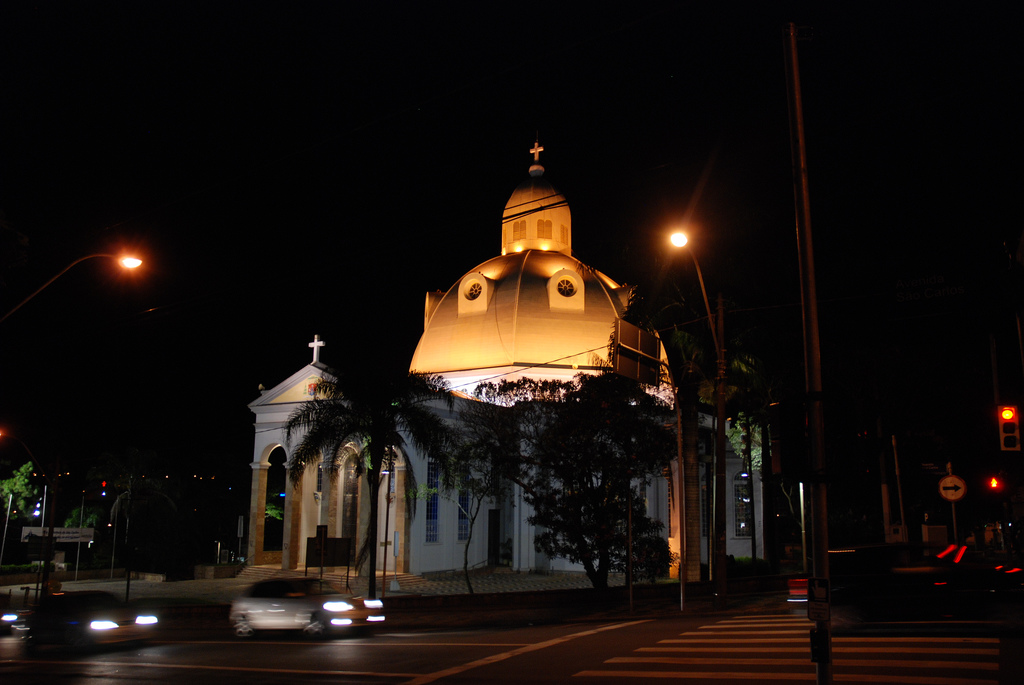
Cattedrale.

### Cattolicesimo
La chiesa cattolica nel comune fa parte della Diocesi di São Carlos.

### Protestantesimo
In città sono presenti le credenze evangeliche più diverse, principalmente pentecostali, compresa la Chiesa Assemblee di Dio brasiliana (la più grande chiesa evangelica del paese), Chiesa Congregazione cristiana nel Brasile, tra gli altri. Queste denominazioni crescono sempre di più in tutto il Brasile.